# Indigofera zanzibarica
Indigofera zanzibarica är en ärtväxtart som beskrevs av Jan Bevington Gillett. Indigofera zanzibarica ingår i släktet indigosläktet, och familjen ärtväxter. Inga underarter finns listade i Catalogue of Life.